# Cascadas de Camaya
Las Cascadas de Camaya es un grupo de 3 caídas de agua en la Costa Camaya, Mariveles en la parte suroccidental de la península de Bataan, en la isla de Luzón en el norte de las Filipinas. Es uno de los principales atractivos turísticos de la Costa Camaya, una zona residencial y balneario actualmente en desarrollo
El bosque en el que las cascadas se encuentran contiene muchas dipterocarpáceas, orquídeas y lianas y otras especies vegetales, incluyendo la tsaang Gubat. Diversas especies de hongos que crecen en los troncos de los árboles han sido documentadas.